# Hero: 108
 (juillet 2011).
Si vous disposez d'ouvrages ou d'articles de référence ou si vous connaissez des sites web de qualité traitant du thème abordé ici, merci de compléter l'article en donnant les références utiles à sa vérifiabilité et en les liant à la section « Notes et références ».
Héros: 108 (Hero: 108) est une série télévisée d'animation britannico-américano-taïwanaise, créé par Yang-Ming "Yin Yang" Tarng, diffusé du 1er mars 2010 au 9 juillet 2012 sur Cartoon Network et Kabillion aux États-Unis.
En France, la série est diffusée sur Gulli dans Boing dès le 12 mai 2010 et du 5 juillet 2010 au 28 août 2012 sur Cartoon Network, puis rediffusée sur France 3 du 29 juin 2010 au 16 juillet 2012, et sur Canal J du 1er novembre 2011 au 24 juin 2012.
Cette série renouvelle le genre du dessin animé plat, faisant moins appel au numérique et revenant au classique papier et crayon, mais aussi s'inspirant d'un humour assez décalé.
Les protagonistes sont des références aux personnages du roman chinois Au bord de l'eau.

## Histoire
Il y a bien des années, les humains et les animaux vivaient ensemble dans la joie et l'harmonie. Mais un jour, un affreux sorcier nommé Mordicus arrive à faire croire aux animaux que les humains étaient leurs ennemis. Le chaos se mit à régner, mais de généreux guerriers levèrent une armée pour protéger les humains et mettre fin à la guerre.

## Personnages
- Lin Chung : membre du 1er escadron, c'est un guerrier agile et très sage, armé d'une sarbacane projetant des pousses de bambou. Il a une passion inébranlable pour le dessin, il peut lui arriver de rester des heures sans bouger quand l'inspiration lui vient. Il trouve généralement les solutions pour rétablir la paix entre les animaux et les humains. Il est doté d'un pouvoir ancestral appelé la vision panthère, lui permettant de voir très loin et aussi de voir ce qui est invisible. Non seulement c'est un tireur d'élite, mais en plus il fut le premier à rejoindre l'escadron aérien pour une bataille. À la suite d'une grande bataille face à de coriaces animaux, Lin Chung dut faire face à de nouveaux ennemis, il vit alors l'apparition de son ancien maître qui lui enseigna comment se servir d'un pouvoir mental, l'énergie harmonique. Après une dernière bataille contre un nouvel ennemi, les jumeaux diaboliques, il fut nommé nouveau chef du 1er escadron.

- Ninja Lapin : membre du 1er escadron, il est aussi le roi lapin, le premier des animaux à faire la paix avec les humains, il est toujours armé de sa corde à sauter qui peut lui assurer une protection hors du commun, et il possède aussi des carottes explosives. Le principal défaut de Ninja Lapin est qu'il est un grand rêveur, néanmoins il a de l'imagination à revendre et celle-ci sera souvent d'une grande aide. Un autre pouvoir lié à son imagination est son regard tournoyant, quiconque le regarde dans les yeux alors qu'ils tournoient reste prisonnier de son imagination. Seul Ninja Lapin peut sortir ses victimes de son imagination.

- Mystique Sonia : membre du 1er escadron, c'est une très belle jeune fille avec un fort caractère, qui a pour arme sa langue extensible à volonté dont elle peut se servir pour provoquer des bourrasques. Elle se promène toujours avec une étrange créature rose en guise de chapeau nommée Yaksha, qui peut prendre des formes insoupçonnées et qui voue un amour sans limite pour Sonia. Malheureusement, Mystique Sonia est victime d'une malédiction, si quelqu'un a le malheur de lui dire 'je t'aime' trois fois de suite, cette personne est transformée en Yaksha.

- 1000 Ampères : membre du 1er escadron, il est le guerrier le plus fort de la Belle Verte, mais son arme de prédilection sont ses yeux magiques qui projettent des éclairs, seul problème, 1000 Ampère doit avaler une banane pour activer son pouvoir, fruit qu'il répugne. Il se dispute toujours avec Mystique Sonia. Il est aussi très vaniteux et se croit capable de tout faire et répond toujours 'Ha, c'est trop facile'. Autrefois, 1000 Ampère avait des yeux tout à fait normaux. Mais lors de l'attaque de la citadelle que Mordicus voulait conquérir, les Frères Zebra changèrent les yeux de 1000 Ampère en pierre. Avec l'aide du Commandant Macaque, il se rendit dans un vieux temple où une statue de pierre échangea ses propres yeux contre ceux de 1000 Ampère, lui conférant ainsi son regard foudroyant.

- Monsieur Padbras : le chef du 1er escadron, il doit justement son nom au fait qu'il n'a pas de bras. Il se déplace en se servant de la natte de son chapeau pour attaquer ou voler. Le secret de Padbras est que son costume contient une entrave dans laquelle se trouve ses bras, dû au fait que s'il avait les mains libres il ne pourrait s'empêcher de se chatouiller, depuis lors, il se prive de ses bras. Il cédera sa place de chef à Lin Chung après la dernière bataille contre les jumeaux diaboliques.

- Commandant Macaque : le créateur et le chef de la Belle Verte. Il se met souvent en danger pour rétablir la paix entre les humains et les animaux, proposant de l'or contre l'amitié des animaux, mais ça ne marche pour ainsi dire jamais, il se voit toujours obligé d'appeler le 1er escadron à son secours grâce à son chapeau qui contient une antenne émettrice lançant le signal de détresse. L'étrange apparence cache en réalité le roi Singe, qui est le seul animal à ne pas avoir cru Mordicus quand il a monté les animaux contre les humains, il cache son identité car il ne croit pas que les humains se laisseraient diriger par un singe.

- Woo le Sage : il a créé la plupart des inventions de la Belle Verte, c'est un ingénieur instruit et très intelligent. Mais quand on lui demande une idée, il dit en avoir une mais son for intérieur pleurnichard lui rappelle qu'il ne sait pas quoi faire. Il cache en réalité sa grande jeunesse derrière une fausse moustache pour se vieillir, surtout pour se cacher de Mordicus dont il était un ancien camarade de classe.

- Les frères de la Mer : ce sont trois frères qui sont spécialisés dans les combats marins. Ils voyagent d'ordinaire dans leurs chapeaux étanches, mais lorsque c'est nécessaire, ils se servent du blindé dont a été équipé Samo la baleine pour les batailles marines.

- Diva d'enfer : c'est la musicienne la plus talentueuse de la Belle Verte, sa musique redonne de l'énergie, même au fainéant le plus fatigué. Lors d'un de ses concerts, elle fut dérangée par Mystique Sonia et 1000 Ampères, et décida de se venger en se joignant aus troupes des pandas et des girafes. Heureusement, elle reviendra à la raison après la bataille et fonda un groupe avec le roi girafe et le roi panda, le groupe musical Do Ré Mi. C'est d'ailleurs ce groupe qui vaincra les grenouilles dans un duel musical.
- Le second escadron : l'autre groupe d'intervention de la Belle Verte et les rivaux du premier escadron. Ils sont brutaux et plus naïfs que le premier escadron, mais ils sont de bons combattants. Dans certains épisodes, ils trahissent la Belle Verte car ils ne supportent plus d'être des second couteaux, mais ils finissent toujours par revenir.

## Les ennemis
- Mordicus : il monta les animaux contre les humains en leur disant qu'ils voulaient leur faire la guerre et en leur offrant des sucreries. Il est fourbe et cruel, mais c'est surtout un grand gamin plein de caprices, et surtout un très grand menteur. Il possède une citadelle où il a rassemblé ses armées d'animaux les plus fidèles. Il cherche en vain à anéantir la Belle Verte.

- Les frères Zebra : un zèbre noir et un zèbre blanc qui se disputent souvent, ce sont les bras droits de Mordicus. Ils sont perfides et malins, mais uniquement pour ce qui est de semer la discorde. Ils possèdent chacun une lanterne mystique qui leur permet de se déplacer. En général, ils ne causent pas trop de soucis, mais ils sont très dangereux pendant les nuits de pleine lune, où leurs lanternes regorgent de pouvoirs magiques. Les nuits de pleine lune, ils peuvent, entre autres, changer les êtres vivants en pierre, ou encore fusionner en un zèbre géant.
- Le roi des ours : chef des ours, c'est un loyal soldat de Mordicus. Bien qu'il semble paresseux, il a une énorme force de frappe, surtout avec son bras droit qui est aussi un grappin.
- La reine des caméléons : un caméléon femelle rouge que Mordicus utilisait pour se débarrasser des mouches dans ses poubelles. À force de manger, elle est devenue gigantesque, à tel point qu'elle peut contenir une armée dans son estomac ou servir d'écran de cinéma. Elle reste fidèle à Mordicus car elle adore ses bonbons, ce dernier la considère d'ailleurs comme l'un de ses meilleurs serviteurs.

- Les guerriers des ténèbres : à l'instar des animaux qui ne font pas confiance aux humains, ce sont des humains qui ont perdu toute confiance envers les animaux. En réalité, ils ne sont que cinq en comptant le commandant des ténèbres. Ils portent des tenues noires avec un dessein de crâne blanc sur la tête, seul le commandant porte une bougie sur la tête car bizarrement il a peur du noir. Ils ont capturé les perroquets, croyant qu'ils continuaient à persécuter les humains, mais Ninja Lapin et le roi perroquet les délivreront.

- Les jumeaux diaboliques : ce sont deux démons vivant ensemble dans le même corps, leurs pouvoirs sont extrêmement puissants, et ils ne rêvent qu'à prendre possession du Royaume Caché, un pays regorgeant de mystères et de pouvoirs. Ce sont eux qui ont aidé Mordicus a monter les animaux contre les humains, car ils se nourrissent de l'énergie du chaos. Jusqu'à présent, ils ont toujours été déjoués par le 1er escadron, notamment par Lin Chung et son énergie harmonique. Ils étaient autrefois Yang Tu, un prince humain cruel qui voulaient détruire les animaux avec son épée d'énergie chaotique, mais il fut arrêté et tué par Lin Chung qui voyageait dans le passé.

## Les animaux
- Les chameaux : ce sont des artistes érudits qui maintenaient les humains prisonniers pour les obliger à prendre la pose, et les maltraitaient s'ils remuaient ne fût-ce que le petit doigt. Certains attaquent en envoyant des bombes pinceaux, d'autres se servent de cactus pour envoyer leurs piquants, mais le plus terrible reste leur bave extrêmement malodorante. Le Roi chameau rejoindra la Belle Verte après avoir été ému par un dessin de Lin Chung. Il quittera la Belle Verte une fois, après avoir battu Lin Chung dans un concours public de dessin, mais il la rejoindra à nouveau quand Lin Chung lui montrera une œuvre surpassant toutes les autres. Il est chargé de dessiner les cartes du monde.

- Les perroquets : ce sont les premiers animaux à connaître le langage des humains, d'ailleurs le Roi perroquet appris à plusieurs animaux cette langue, le Roi singe était d'ailleurs son élève préféré. Ils attaquaient les humains en les bombardant de graines explosives dans les souterrains où ils étaient refoulés. Il rejoindra la Belle Verte après avoir vu la vérité chez le commandant Macaque (Roi singe) grâce à son escargot détecteur de mensonges. Il apprendra ensuite au animaux de la Belle Verte à parler la langue des humains.

- Les lions : des animaux très forts, spécialistes du basket. Ils sont capables d'attaquer avec leur crinière. Ils ne rejoindront la Belle Verte que si le 1er escadron bat le Roi au basket, il fallait envoyer un boulet très lourd à une très grande distance. Mystique Sonia, qui avait abuser de graines d'énergie et devenue énorme, réussira l'épreuve. Le Roi lion se chargera de la remise en forme à la Belle Verte.

- Les paons : des oiseaux au plumage gracieux et extrêmement pointilleux sur l'horaire pour le thé. La Reine paon asservit les humains en dévoilant ses plumes qui les met en transe. Même le commandant Macaque et le premier escadron n'y échappera pas, sauf Mystique Sonia qui n'est fascinée que par sa propre beauté. La Reine paon la défiera d'éteindre un volcan de la façon la plus gracieuse. Sonia échouera, mais Yaksha trouvera une parade en démontrant aux paons que malgré toutes les épreuves que traverserait Sonia, il continuera de l'aimer. La Reine paon sera émue par tant d'amour et rejoindra la Belle Verte. Elle aidera les membres à être à l'heure aux réunions, surtout Mystique Sonia.

- Les tigrolions : Les tigrolions sont des animaux imaginaire et fantastique, fictive de la série animée. Ils sont semblables aux lions, sauf qu'ils sont capables de cracher du feu. Ils n'acceptèrent de se rendre que si la Belle Verte remportait un concours de lancer du cerceau, bien sûr ils trichaient en bougeant les cibles au dernier moment. Ce sont les Frères de la Mer qui remportèrent l'épreuve haut la main malgré les tricheries et les difficultés, car ils sont entraînés à lancer des bouées en pleine tempête pour secourir des humains. Le Roi tigrolion rejoindra le 2e escadron à la Belle Verte.
- Les caméléons : des lézards pouvant se rendre invisibles et se battant à leur langue puissante, ils sont cependant extrêmement sensibles à la douleur. Mordicus les améliora en leur mettant des amures et des roues. Ils n'ont pas de château et vivent dans le corps de leur reine.
- Les ours : fidèles serviteurs de Mordicus, ils protègent son château. Ils ne sont pas très malins et patibulaires mais ont une grande force.

- Les rhinocéros : à la suite d'une tromperie de Mordicus, fâché de n'avoir reçu comme cadeau qu'un vase cassé, ils se virent des tampons fixés à leur corne avec pour but de tamponner tout objet appartenant aux humains, puisque selon Mordicus un objet tamponné appartient au tamponneur. Le 1er escadron arrivera à leur faire entendre raison et ils rejoignirent la Belle Verte. Ils aideront avec leurs tampons à imprimer les textes de la Belle Verte.

- Les léopards : des animaux très rapides ayant les plus longues jambes et qui s'en servent pour jouer au jeu du volant, qui consiste à faire rebondir un volant sur ses pieds le plus longtemps possible, mais les humains perdaient car ils ont de trop courtes jambes. C'est grâce à Lin Chung et sa vision panthère qu'il s'unira à deux léopards pour former des jambes plus longues et vaincre un extra-terrestre, que les léopards rejoindront la Belle Verte.

- Samo la baleine : une baleine solitaire et toujours triste car elle est très peureuse, on disait toujours qu'elle avait peur de sa propre queue. Samo rejoindra tout de suite la Belle Verte sous les conseils du commandant Macaque qui promit de lui montrer qu'il pouvait être très courageux quand il le voulait. Woo le Sage adapta un sous-marin au dos de Samo, qui permettra alors les transports et les combats sous-marins. Le pauvre Samo avait son trou de souffle bouché par de la suie du fait que quelqu'un vivait autrefois dans le ventre de Samo et qu'il faisait du feu, c'est Lin Chung qui le débouchera pour une bataille marine.

- Les scorpions : ce sont des animaux redoutables mais qui adorent faire des décorations de papier. Outre leur crochets tranchants, les dards des scorpions contiennent un venin qui oblige leur victimes à se mettre la tête à l'envers en faisant le poirier. C'est 1000 Ampères qui réussira à vaincre les scorpions en se combinant avec Yaksha. Les scorpions rejoindront la Belle Verte après avoir été sauvés de la colère des frères Zebras qui voulaient utiliser leurs pouvoirs lunaires pour les punir de leur trahison. Ils se chargeront de la décoration des quartiers des escadrons.

- Les éléphants : ils ont beaucoup de souffle qu'ils utilisent dans des mirlitons pour battre leurs adversaires. Ils seront battus par Lin CHung lors d'un concours de mirliton, mais un gigantesque mirliton. Le Roi Elephant sera tellement impressionné de cette victoire qu'il en fera une crise cardiaque, c'est 1000 Ampères qui le ranimera avec ses yeux électriques. A la Belle Verte, le Roi Elephant soufflera de l'air frais dans toute la base.

- Les babouins : ce sont les rares animaux qui ne faisaient du mal aux humains que par contrainte. Ils volaient toute l'eau des humains pour prendre des bains, mais ils étaient nécessaires car cela endormait les puces maléfiques que Mordicus avait larguées sur eux. Dès que ces puces piquaient, elles prenaient le contrôle des babouins. Le 1er escadron vaincra les babouins dans un concours de toupie. À la suite d'un heureux accident, 1000 Ampères découvrit des baies spéciales capables de nettoyer absolument tout, et surtout faire chasser les puces des babouins. Le Roi Babouin se chargera de la lessive à la Belle Verte.

- Les crocodiles : ils vivent comme des pachas dans leur château et obligent les humains à jouer à des machines à sous pour gagner le droit de vivre comme eux dans le palais. Mais ce que les humains ne savaient pas, c'est que les machines ont été volontairement truquées de sorte que ne sorte jamais le fameux jackpot, mais qu'ils sortent plutôt des larves de scarabée. 1000 Ampères découvrit la machinerie et défia le Roi crocodile. Ils sont capables de projeter des rayons solaires par leur bouche. Ils seront vaincus par 1000 Ampères qui les empêchera d'utiliser leur arme en leur collant la gueule avec des bonbons spéciaux. Mais le Roi crocodile ne se rendra que si 1000 Ampère le battait dans un concours de yo-yo, il réussira grâce à une figure très difficile (et accidentelle). Le Roi crocodile aidera la Belle Verte en s'occupant de l'éclairage.

- Les tigres : contrairement aux autres animaux, ils ne vivent pas dans un château, mais dans un train capable d'accélérer le temps, surtout parce qu'il est activé par des humains qu'ils obligent à courir sur des tapis roulants. Mordicus voulu s'en servir pour faire tomber une dent cariée en avançant de cinq ans, mais le train alla plus loin que prévu, lui et Lin Chung se retrouvèrent à l'état de vieillards. Le 1er escadron réussira à inverser le processus et rendre à Lin Chung son âge d'origine. Ils rejoindront la Belle Verte après que Lin Chung les aura sauvés de la colère de Mordicus.

- Les cochons : ils faisaient partie des forces d'élite de Mordicus, ils ont été envoyés combattre la Belle Verte sous les ordres d'un des frères Zebra. Avec leur groin, ils aspirent l'air entourant leurs ennemis pour essayer de les étouffer, ils se servent aussi de leur queue en tire-bouchon pour créer des ondes de choc. À la suite d'une ruse du 1er escadron, ils aspireront la puanteur des mouffettes commandées par l'autre Zebra et auront leur groin bouché. Il rejoindront la Belle Verte après que le 1er escadron les aura soignés.

- Les mouffettes : une autre partie des forces d'élite de Mordicus, commandées par un frère Zebra, elles devaient attaquer la Belle Verte. Elles se servent de leur puanteur pour repousser tous leurs adversaires. Les cochons aspireront et épuiseront toute leur odeur, les affaiblissant grandement. Le 1er escadron les aidera et elles rejoindront la Belle Verte.

- Les gorilles : le roi gorille est la force brutale de l'armée de Mordicus, il a tout dans les bras et rien dans les jambes, c'est pourquoi il combat avec le roi kangourou, qui a toute sa force dans ses jambes. Il rejoindra la Belle Verte après avoir été vaincu et après des remarques désobligeantes de Mordicus.

- Les kangourous : le roi kangourou concentre toute sa force dans ses puissantes jambes. Il s'allie avec le roi gorille pour former un hybride parfait appelé Gorillourou par Mordicus, car il allie la puissance des jambes de kangourou à la force du gorille. Mais ensemble, le 1er escadron le vaincront en inversant les positions. Il rejoindra la Belle Verte après la défaites et les remarques désobligeantes de Mordicus.

- Les crabes : Ce sont des animaux vivant dans une bulle sous-marine auprès d'un vieux galion. Ils se servent de leur pinces pour creuser et ensevelir les humains sous le sable jusqu'à la tête. Le roi crabe est celui qui a la pince la plus puissante, à tel point qu'il ressemble à une pelleteuse mécanique. Il refuse de rejoindre la Belle Verte, mais un éboulement enseveli les humains et les crabes. Avec l'aide de Lin Chung, il sauvera les siens, et compte tenu de la gentillesse des humains, il se ralliera à la Belle Verte.

- Les ornithorynques : ce sont des animaux capables de se réunir en une espèce de puzzle, mais quand ils s'abattent sur leurs ennemis, ils sont aplatis et transformés en tableaux. Le roi ornithorynque sera convoqué par les léopards pour réparer un dessein de Lin Chung accidentellement déchiré car il adore les puzzles et tout recoller. Mais il est très réticent à aider les humains. Mais à la suite d'une trahison de Mordicus et l'aide de Lin Chung et des léopards, il rejoindra la Belle Verte.

- Les cerfs : ce sont des férus du bon ordre, ils adorent faire des châteaux de cartes et les exposent comme une fierté, mais surtout, ils détestent qu'on les détruise. C'est pour cette raison qu'ils enferment les humains dans des cachots HLM bien rangés. Le commandant Macaque sera fait prisonnier, mais il découvrira qu'en réalité, ce sont les frères Zebra qui détruisaient les châteaux de cartes avec des lance-pierres et accusaient les humains. Les cerfs se servent de leurs bois comme des diapasons pour générer des ondes soniques pour déstabiliser leurs adversaires ou créer des tremblements de terre. Ils rejoindront la Belle Verte après que la fourberie des Zebra sera découverte.

- Les raies : ils ont été mis en colère par les frères Zebra qui polluaient les océans en accusaient les humains de Belle Verte. ils peuvent renvoyer les projectiles et envoyer de puissantes décharges électriques. Ils ont essayé de noyer le 1er escadron, mais Samo la baleine arrivera à temps avec une invention de Woo le Sage. Mais alors qu'ils ont été mis en difficulté par le recycleur et sauvés par le 1er escadron, ils rejoindront la Belle Verte.

- Les pangolins : ce sont des espèces de tatous manipulant le filet à la perfection et possédant une carapace très solide les rendant très résistants. La reine pangolin retenait prisonnier les humains en disant qu'ils avaient besoin d'elle car trop fragiles. En dernier recours, les pangolins roulent et entrent dans une coquille de bois et l'animer comme un robot, car ils se servent de leur corps comme de rouages. C'est Yaksha qui mettra le bazar dans la machinerie en séparant tous les rouages. Après cet acte de force, la reine pangolin reconnaîtra que les humains savent se défendre seuls et rejoindra la Belle Verte.

- Les requins : ils enlevaient les marins en coulant les bateaux à l'aide de leurs mâchoires rotatives. Les prisonniers devaient porter le roi requin su sa planche de surf et simuler des vagues. Le 1er escadron les affronteront avec l'aide de Samo la baleine, mais sans grand succès. Le roi requin lança alors un défi à Lin Chung, il devait s'élancer d'une vague pour aller le plus loin possible en distance, mais Lin Chung échouera. Cependant, il rejoindra la Belle Verte après avoir vu Lin Chung customiser sa planche de surf sans le faire exprès. Elle était si parfaite qu'il oublia tous les mensonges de Mordicus. il aidera à l'entretien de Samo en enlevant les bernicles qui se fixaient dessus.

- Les pingouins : ils maintenaient les humains dans des prisons de glaces sur les terres du grand Nord. Ils sont capables de sortir leurs squelettes de leur corps pour sauter très haut et retomber lourdement sur leur ennemi. Ils ont lancé un défi au 1er escadron, un concours de bowling pingouin. mais ce fut difficile avec des boules gelées et échouèrent. Le roi pingouin se servait de morceaux d'aurore boréale pour créer des clones du 1er escadron, et ceux-ci faisaient exactement les mêmes gestes que les originaux, comme les reflets dans les miroirs. Lin Chung le comprendra et anéanti le piège du roi pingouin. Ils ont vaincu le roi pingouin en l'empêchant de rejoindre son corps alors qu'il tenta de rechercher un autre morceau d'aurore. Grâce à cet acte de bravoure, il rejoindra la Belle Verte.

- Les girafes : ils vivent avec les pandas dans le château pandaffe. Ils servent de catapulte aux pandas lors de batailles, la reine girafe joue de la musique en duo avec le roi panda pour redonner de l'énergie aux combattants pandas et girafes. Ils rejoindront la Belle Verte après le sauvetage des pandas par le 1er escadron.

- Les pandas : ce sont les habitants du château pandaffe. Ils obligent les humains à écouter les concerts horribles du roi pandas et de la reine girafe, mais s'ils n'applaudissent pas, les pandas s'assoient sur leur dos. Lors de combats, les pandas servent eux-mêmes de projectiles avec les girafes comme catapultes. Mais cet effort les épuise rapidement. Ils se servent de musique pour retrouver des forces, mais à un moment de la bataille contre Lin Chung et le 1er escadron, ils joueront avec un peu trop d'ardeur et les pandas se retrouveront coincés sur les nuages. Grâce au 1er escadron et à Yaksha qui servira de trampoline, les pandas seront sauvés. Ils seront tellement reconnaissants qu'ils rejoindront la Belle Verte avec les girafes.

- Les lézards : ils vivent dans la forêt profonde et se servent de leur langue comme d'un fouet. Le roi lézard est capable de se servir de sa collerette pour contrôler les plantes. Il se rendra à la Belle Verte trop facilement selon Lin Chung et s'en méfiera, à juste titre d'ailleurs car le roi lézard se servira de son regard et d'un objectif de l'invention de Woo pour les figer comme des statues, Lin Chung y échappera car il était parti s'entraîner. Il ira les délivrer grâce à sa concentration,  ainsi qu'à l'aide de 1000 Ampères qui aidera deux malheureux lézards, ils destitueront leur roi et se joindront vraiment à la Belle Verte.

- Les goélands : ils volent toujours en groupe, et peuvent créer des tornades en volant très vite et générer des écrans de fumée. Ils rejoindront la Belle Verte après que le 1er escadron aura sauvé le prince des goélands qui est un vrai gaffeur. Lin Chung et le 1er escadron tenterons d'aider le prince goéland à s'améliorer, ils y arriveront au-delà de toute espérance. Le prince fera ses preuves après une bataille contre des écureuils de Mordicus, et le roi goéland sera alors définitivement convaincu de la bravoure et de la force des humains.

- Les grues : les frères Zebra ont monté les grues blanches contre le 1er escadron en leur disant qu'ils voulaient se servir de leurs plumes pour décorer leurs habits, car plus tôt dans une bataille ils ont transformé l'ensemble des hommes du 1er escadron en filles. Les grues peuvent générer des tempêtes avec leurs ailes et donner vie à des cocottes en papier pour en constituer une armée. Après avoir découvert la vérité, le roi grue rejoindra la Belle Verte et aidera à rompre le sortilège des frères Zebra en confectionnant une fausse pleine lune en origami, car un sort lancé par les lanternes magiques des frères en dehors de la pleine lune annule tous les autres.

- Les marmottes : elles vivent sous terre et attirent les humains pour les maintenir prisonniers. Les marmottes reposent toutes leurs décisions sur une roue du hasard appelée bouga qui désigne un oui ou un non. En général, le sort est toujours en défaveur des humains. Elles sont capables de creuser des galeries à volonté en se changeant en vrilles. Après avoir réussi à mettre le sort en faveur du 1er escadron, les marmottes rejoindront la Belle Verte. Avec leur corps de vrille, les marmottes se chargent de l'entretien des tuyaux de lancement.

- Les tortues : ce sont les seuls animaux à ne pas avoir cru Mordicus, elles ont décidé de servir de montures pour les humains et les héros de la Belle Verte. Elles sont montées sur des chenilles pour aller plus vite et sont de différentes tailles. Elles sont d'ailleurs appelées "tortues météores". Il y a les mini-tortues, les méga-tortues, les tortues-canon. Elles sont toutes reliées par un lien spirituel très fort, une seule larme versée par une tortue suffit à attirer toutes les autres.

- Les chats : ils attaquaient les humains dans les souterrains en les bombardant de piments rouges qui piquaient atrocement les yeux, et ce, uniquement si les humains avaient le malheur de rire. Ils firent prisonnier le Commandant Macaque parce qu'il avait ri, et le 1er escadron arriva à son secours. Grâce à l'imagination de Ninja Lapin, ils construisirent une espèce de roue dans laquelle ils attirèrent les chats pour leur donner le tournis. 1000 Ampères et Lin Chung réussirent à faire rire les chats qui crachèrent des boules de poils qui leur encombraient la gorge et qui les rendaient malheureux. Grâce à cette aide, ils rejoignirent la Belle Verte.

- Les limaces : le roi limace collectionnait les animaux et les humains en les emprisonnant dans leur bave immonde. Commandant Macaque et Zebra blanc se sont fait capturer par les limaces, c'est Zebra noir qui demanda au 1er escadron de les aider. Lin Chung libéra les prisonniers de la bave avec du jus de fruit qui la dissolve. Macaque proposa alors au roi limace de recommencer sa collection, mais cette fois de façon amicale, et il accepta de se joindre à la Belle Verte.

- Les chiens : ils étaient les plus fidèles amis des humains, mais les mensonges de Mordicus eurent raison de leur amitié. Ils vivent dans le Nord, où ils arrachent les maisons-arbres des humains, guidés par des marionnettes de bois donnés par Mordicus. Le chef des chiens peut parler le langage humain. Les chiens peuvent s'enfermer dans de la neige pour former des boules énormes servant de projectiles, et leur hurlement peut congeler n'importe quoi. Le roi chien lança le défi de battre les chiens à la course, 1000 Ampères relève le gant à la suite d'une promesse faite au guerrier dentaire qui l'a soigné d'une carie. Pendant la course, les chiens tomberont dans une crevasse pendant une tempête de neige, et 1000 Ampères le sauvera. Le roi chien reconnaîtra que de vrais humains ne pourront jamais être remplacés et rejoindra la Belle Verte. En réalité, le roi chien est le frère jumeau du guerrier dentaire, disparu il y a longtemps, il fut recueilli et élevé par des chiens. Le roi chien aidera désormais son frère a soigner les caries.

- Les moutons : ils faisaient prisonniers tous ceux qui entraient dans leur château en faisant porter des pulls en laine puis en les faisant passer sous une cascade, ainsi les vêtements rétrécissaient et empêchaient de bouger. Les combattants sont ainsi vulnérables aux charges des moutons. Le 1er escadron essaiera de prendre les moutons à leur propre jeu, mais ça ne marchera pas. Avec l'aide du roi babouin qui ôtera la graisse enduisant la laine des moutons que ceux)ci rétréciront aussi. Seulement, les moutons savaient que la vapeur rendaient leur aspect normal à la laine, le 1er escadron eu vite fait de suivre l'exemple. Mais la reine mouton lance un défi de tricotage. Ce n'est que grâce au talent de copie de Yaksha que Mystique Sonia arrivera à battre la reine mouton. Impressionnée par la prouesse, la reine et les moutons rejoindront la Belle Verte.

- Les grenouilles : ces animaux retenaient les humains prisonniers dans leur château. Elles sont capables de se servir de leur longue langue comme d'un fouet et leurs bonds sont spectaculaires. Mais leur plus puissante arme est également leur moyen de torture contre les humains, leur chant de coassements qui casse véritablement les oreilles de tous ceux qui les écoutent. Les notes formées par cette musique démoniaque peut prendre la forme de nombreuses armes, telles que marteaux, etc. C'est avec l'aide de Diva d'enfer, la musicienne de la Belle Verte, et son groupe que se lancera un combat musical. La bataille fut rude, mais Diva le remporta et charma les grenouilles. C'est alors que le roi grenouille décida de rejoindre la Belle Verte et le groupe musical de Diva d'enfer.

- Les chauve-souris : elles servaient de visionneuses pour les aigles, car elles ont le pouvoir de lire dans le cerveau des autres. En dernier recours, elles peuvent s'aplatir pour se servir de leurs ailes coupantes. Mais à la suite de la défaite des aigles, elles furent abandonnées et rejoignirent la Belle Verte.

- Les poules : elles ont constitué l'artillerie des aigles lors d'une bataille contre la Belle Verte. Les aigles se servaient d'elles et de leurs œufs comme projectiles. À la suite de la défaite des aigles, elles ont été abandonnées et rejoignirent la Belle Verte.

- Les barbets : ces majestueux oiseaux avaient été chargés par Mordicus de récupérer la sève de l'arbre Oumbata, un arbre rare capable de se déplacer de lui-même. La sève de ces arbres est source de puissance et de pouvoir pour quiconque en prend. Le 1er escadron cherchait également cette sève, mais pour soigner Mystique Sonia, empoisonnée par le venin des guêpes. Lin Chung réussit à convaincre les barbets que s'ils attaquaient les arbres, ils risquaient de disparaître. Les barbets acceptèrent de rejoindre la Belle Verte.

- Les taupes au nez étoilé : ces taupes rares, sont plus puissantes que les taupes ordinaires, car leurs griffes sont capables de creuser à même la roche. Elles ont été dérangées par les humains qui creusaient une nouvelle galerie, et décidèrent de les enlever et de les ensevelir dans de la boue. La capacité d'harmonisation de Lin Chung et la gentillesse du Commandant Macaque eurent vite fait de raisonner le roi taupe au nez étoilé et il rejoignit la Belle Verte.

- Les guêpes : elles étaient en pleine bataille dans la forêt contre le 1er escadron, mais grâce à Lin Chung et une invention de Woo, elles furent capturées. Impressionnées par les capacités du 1er escadron, elles rejoignirent la Belle Verte.

- Les serpents : ils vivent dans des boîtes, seul le roi serpent est un cobra. ils attendent patiemment que quelqu'un se présente devant leur boîte, ils sortent alors et hypnotisent leur victime pour les soumettre à leur volonté et les changer en œufs. Même le 1er escadron entier se fera avoir, sauf Mystique Sonia qui est restée derrière, ayant une légère crainte pour les serpents. Elle affrontera sa peur et le roi serpent cassa sa nouvelle flûte, offerte par le roi panda. Mystique Sonia joua de sa flûte et réussit à charmer les serpents. Le roi cobra reconnut que c'est plus amusant de faire de la musique que de changer les humains en œufs. Les serpents rejoignent la Belle Verte et le roi serpent devint le nouveau DJ de la base.

- Les poulpes : ils vivent dans l'océan et ont le pouvoir de voler les couleurs de ce qu'ils touchent. Sous l'ordre des frères Zebra, ils ont volé les couleurs de la Belle Verte pour attirer le 1er escadron vers les fonds marins. Ils obligèrent le 1er escadron à les affronter dans un concours de danse du bambou. Ils doivent danser sans se faire prendre les pieds dans les bambous. 1000 Ampères se fera avoir, mais le reste de l'équipe est trop agile. Les poulpes crachèrent leur encre pour les aveugler, mais ils y mirent une dose trop forte et furent aveuglés aussi. Les poulpes tombèrent sous le regard tournoyant de Ninja Lapin et restèrent prisonnier de son imagination. Ninja Lapin les sauva et les poulpes le remercièrent en rejoignant la Belle Verte.

- Les bœufs : ils s'occupent du château Bœuféron, ils travaillent dans des rizières immenses tout autour du domaine, ils sont associés aux hérons. Avec leurs cornes, ils creusent les rizières et récoltent le riz mature avec leurs queues. Ils torturent les humains en leur faisant humer des plats de riz absolument irrésistibles, forçant les humains à sortir de leurs souterrains, puis à l'aide d'élastiques tendus entre les cornes, les hérons lancent des projectiles explosifs. Mais leur plus grand ennemi reste quand même les sauterelles qui tentent toujours de manger les rizières. Le 1er escadron voulant sauver leur Commandant Macaque finira par vouloir aider les bœufs à sauver les rizières des sauterelles, mais Ninja Lapin intervient, car il est ami avec les insectes, et est touché par un projectile. Les sauterelles émues finissent par comprendre qu'ils peuvent manger s'ils travaillent avec les bœufs. Grâce à cette réconciliation, le roi bœuf accepte de rejoindre la Belle Verte et aide à la cuisine.

- Les hérons : ils travaillent avec les bœufs, dans les rizières du château Bœuféron. Ils se chargent de planter les pousses de riz et de le cuire à la perfection. Le travail des bœufs et des hérons est une machinerie bien rodée. Ils se chargent également des projectiles explosifs, ils s'envolent, tenant la charge dans leurs serres et tendent l'élastique pour pouvoir la lancer. Ils se joindront à la Belle Verte en même temps que les bœufs, et aident aussi à la cuisine.

- Les sauterelles : suivant leur instinct, les sauterelles attaquaient les rizières du château Bœuféron pour pouvoir manger. Étant toujours en nuées, elles sont capables de ravages en quelques minutes. Mais alors qu'un coup fatal allait leur être porté, Ninja Lapin s'interpose et les sauve. Les sauterelles sont alors convaincues par Ninja Lapin que si elles veulent manger, elles doivent travailler aussi. Elles s'allieront aux hérons et aux bœufs, apportant une aide formidable à ceux-ci, en plus de la main d'œuvre humaine, redevenus les amis des bœufs et des hérons.
- Les papillons : des petits incestes faibles et fragiles mais qui peuvent faire des illusions et déplacer les nuages en s'assemblant. Lapin Ninja devient leur ami en sauvant l'un d'entre eux du roi des perroquets ; ils l'aideront contre les soldats des ténèbres et rejoindront la Belle Verte.

## Distribution

### Voix originales
- Eamon Pirruccello (2010—11), Eason Rytter (2011—12)
- Hayden Hunter (2010—11), Lewis Dillon (2011—12)
- Harriet Perring (2010—11), Grace Kaufman (2011—12)
- Edward Cross
- Will Matthews
- Jelani Imani
- Jacob Bertrand
- Jet Jurgensmeyer
- Isaac Brown
- Rupert Degas (2010—11), Teddy Walsh (2011—12)
- Lewis MacLeod (2010—11), Togo Igawa (2011—12)
  - Directrice des voix : Collette Sunderman

### Voix françaises
- Jérémy Prévost (2010—11), Grégory Laisné (2011—12)
- Paolo Domingo (2010—11), Julien Chatelet (2011—12)
- Cédric Dumond (2010—11), Franck Dubosc (2011—12)
- Emmanuel Garijo (2010—11), Hervé Rey (2011—12)
- Véronique Biefnot
- Karim Barras
- Jérôme Pauwels
- Cyril Aubin
- Féodor Atkine
  - Version française : TITRASTV (2010), Chinkel Belgique (2010—12), puis Dubbing Brothers (2011—12)